# Manota plusiochaeta
Manota plusiochaeta är en tvåvingeart som beskrevs av Heikki Hippa 2006. Manota plusiochaeta ingår i släktet Manota och familjen svampmyggor. Inga underarter finns listade i Catalogue of Life.